# Serpuchowsko-Timirjasewskaja-Linie
Die Serpuchowsko-Timirjasewskaja-Linie (russisch Серпуховско-Тимирязевская линия), auch „Linie 9“ oder „Graue Linie“ genannt, ist eine Linie der Metro Moskau. Sie war mit 41,2 km Gesamtlänge bis Ende 2009 die längste U-Bahn-Linie in Moskau.

## Stationen
- Altufjewo (Алтуфьевоⓘ/?)
- Bibirewo (Бибиревоⓘ/?)
- Otradnoje (Отрадноеⓘ/?)

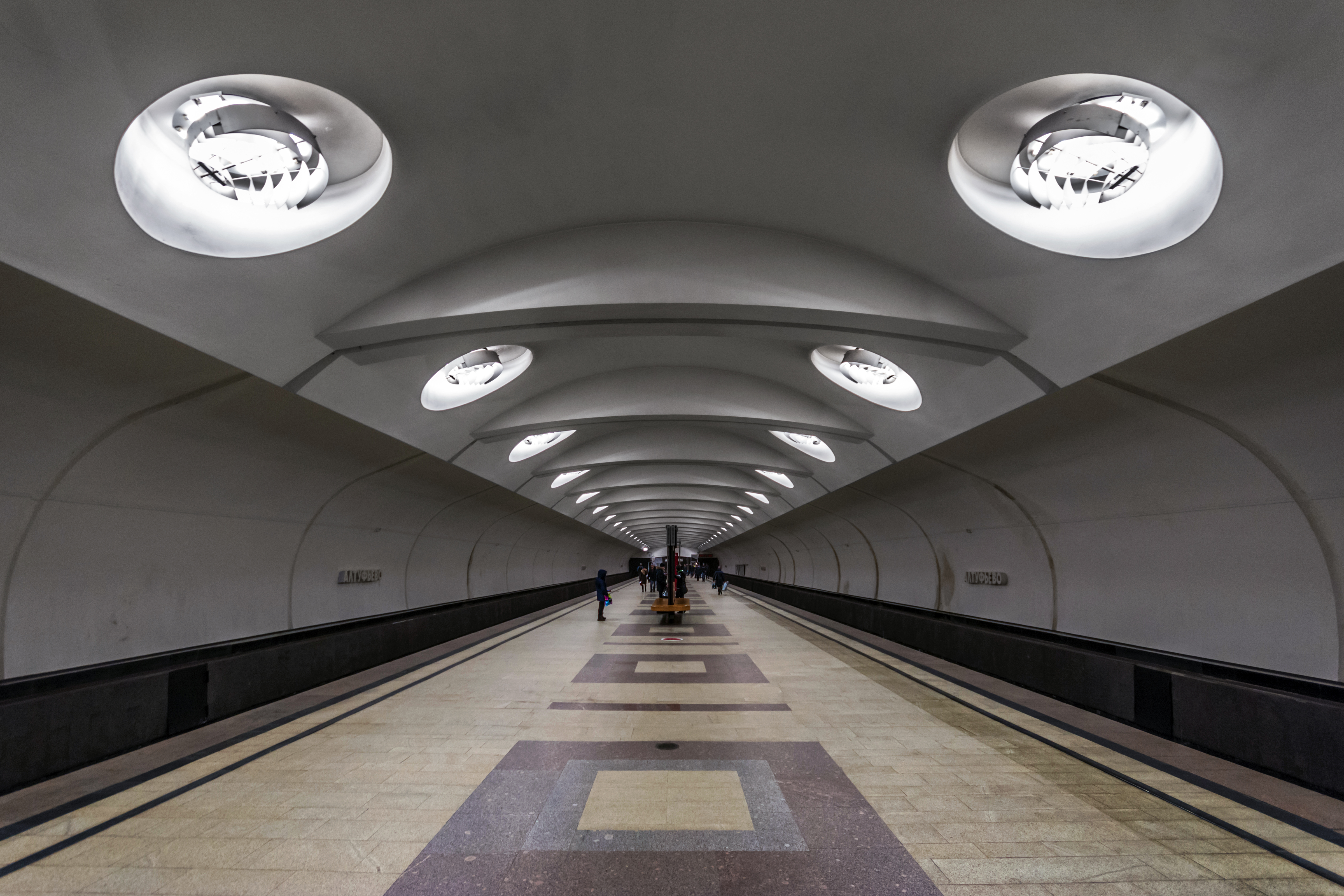
Station Altufjewo

- Wladykino (Владыкиноⓘ/?), Übergang zum gleichnamigen Haltepunkt des Moskauer Zentralrings (Linie 14)
- Petrowsko-Rasumowskaja (Петровско-Разумовскаяⓘ/?)
- Timirjasewskaja (Тимирязевскаяⓘ/?)
- Dmitrowskaja (Дмитровскаяⓘ/?)
- Sawjolowskaja (Савёловскаяⓘ/?), Übergang zur gleichnamigen gemeinsamen Station der Linie 8A und der Großen Ringlinie (Linie 11)
- Mendelejewskaja (Менделеевскаяⓘ/?), Übergang zur Station Nowoslobodskaja der Ringlinie
- Zwetnoi Bulwar (Цветной бульварⓘ/?), Übergang zur Station Trubnaja der Linie 10
- Tschechowskaja (Чеховскаяⓘ/?), Übergang zu den Stationen Twerskaja der Linie 2 und Puschkinskaja der Linie 7
- Borowizkaja (Боровицкаяⓘ/?), Übergang zu den Stationen Biblioteka imeni Lenina der Linie 1 und Arbatskaja der Linie 3; über eine dieser beiden Stationen gelangt man auch zur Station Alexandrowski Sad der Linie 4
- Poljanka (Полянкаⓘ/?)
- Serpuchowskaja (Серпуховскаяⓘ/?), Übergang zur Station Dobryninskaja der Ringlinie
- Tulskaja (Тульскаяⓘ/?)
- Nagatinskaja (Нагатинскаяⓘ/?)
- Nagornaja (Нагорнаяⓘ/?)
- Nachimowski Prospekt (Нахимовский проспектⓘ/?)
- Sewastopolskaja (Севастопольскаяⓘ/?), Übergang zur Station Kachowskaja der Linie 11
- Tschertanowskaja (Чертановскаяⓘ/?)
- Juschnaja (Южнаяⓘ/?)
- Praschskaja (Пражскаяⓘ/?)
- Uliza Akademika Jangelja (Улица Академика Янгеляⓘ/?)
- Annino (Анниноⓘ/?)
- Bulwar Dmitrija Donskowo (Бульвар Дмитрия Донскогоⓘ/?), Übergang zur Station Uliza Starokatschalowskaja der Linie 12

## Depot und Fahrzeuge
Auf der Linie gibt es zwei Depots. Das Depot Warschawskoje, das gegenwärtig auch die Butowskaja-Linie bedient, besteht seit 1983, während das Depot Wladykino 1991 hinzu kam. Beide Depots führen Züge der Baureihe 81-717/714, zugleich der einzigen Baureihe, die auf der Linie seit ihrer Eröffnung im Einsatz war und ist. Bis 1992 bestanden alle Züge der Linie aus je sechs Waggons, 1992 wurde die Anzahl der Waggons auf sieben aufgestockt, und seit Anfang 2006 fahren sämtliche Züge der Linie als Acht-Wagen-Züge. 

## Geschichte
Die Serpuchowsko-Timirjasewskaja-Linie zählt im Moskauer Metronetz zu den relativ jungen Linien. Ihr Bau fiel im Wesentlichen auf die 1980er und 1990er Jahre und sollte die beiden anderen, damals schon bestehenden Nord-Süd-Linien entlasten. Anders als bei den anderen Linien der Moskauer Metro gilt der Bau der Serpuchowsko-Timirjasewskaja-Linie als abgeschlossen; weitere Verlängerungen und/oder neue Stationen sind nicht geplant. 

### Chronologie
- 4. November 1983: Das erste Teilstück des südlichen Astes der Linie geht in Betrieb. Es ist 13 Kilometer lang und umfasst die Strecke von Serpuchowskaja bis Juschnaja. Die Linie heißt damals Serpuchowskaja-Linie und trägt diese Bezeichnung bis zur Eröffnung des nördlichen Astes.
- 6. November 1985: Verlängerung von Juschnaja bis Praschskaja (1,1 km) geht in Betrieb.
- 23. Januar 1986: Erstmalige Verlängerung in nördliche Richtung; es entsteht ein 2,8 km langer Abschnitt mit den beiden neuen Stationen Poljanka und Borowizkaja; letztere liegt im historischen Stadtkern Moskaus und in unmittelbarer Nähe des Kremls.
- 31. Dezember 1987: Verlängerung um weitere 1,6 km bis Tschechowskaja.
- 31. Dezember 1988: Mit der 4,2 km langen Verlängerung bis Sawjolowskaja geht zugleich auch der erste Bauabschnitt des nördlichen Außenastes der Linie in Betrieb.
- 1. März 1991: Weitere wichtige Verlängerung nach Norden. Der neue Abschnitt ist 8,5 km lang und reicht bis zur Station Otradnoje.
- 31. Dezember 1992: Die Verlängerung von Otradnoje bis Bibirewo (2,6 km) wird eröffnet.
- 15. Juli 1994: Mit der Inbetriebnahme eines 2 km langen Abschnitts bis zur Station Altufjewo ist der nördliche Ast der Linie nun komplett.
- 31. August 2000: Erstmals seit 15 Jahren wird der südliche Ast der Linie verlängert. Die 2 km lange Neubaustrecke führt bis zur Station Uliza Akademika Jangelja.
- 12. Dezember 2001: Inbetriebnahme einer weiteren, 1,4 km langen Südverlängerung bis Annino.
- 26. Dezember 2002: Abschluss des Linienausbaus. Es entsteht der letzte, 2 km lange Abschnitt und die Endstation Bulwar Dmitrija Donskowo, zugleich die erste Metrostation außerhalb des Moskauer Autobahnringes MKAD.